# Sojuz T-2
Sojuz T-2 byl nový typ zdokonalené kosmické lodě SSSR z roku 1980, se kterou letěla posádka. Předchozí lety lodí typu Sojuz T byly bezpilotní. Se Sojuzem T-2 přiletěli na sovětskou orbitální stanici Saljut 6. Podle katalogu COSPAR dostal Sojuz označení 1980-45A. Byl to 72. registrovaný let kosmické lodě s lidmi na palubě ze Země. Jejím volacím znakem byl JUPITER.

## Posádka
Dvoučlennou posádku tvořili tito kosmonauti:
- Jurij Malyšev, velitel, Ukrajinec, 38 roků, první let do kosmu
- Vladimir Aksjonov, palubní inženýr, Rus, 45 roků, druhý let do kosmu

## Průběh letu

### Start
Loď odstartovala 5. června 1980 odpoledne z kosmodromu Bajkonur s pomocí rakety Sojuz U. Start se vydařil, loď se dostala na orbitu 191 – 269 km, bez problémů fungoval i zapnutý systém automatického přibližování. Protože se však zdálo posádce přibližování lodi ke stanici pomalé, poslední fázi manévru převzal Aksjonov a úspěšně loď 6. června odpoledne připojil.

### Práce na stanici
Během poměrně krátkého pobytu oba kosmonauti pomáhali čtvrté stálé posádce Leonid Popov – Valerij Rjumin s řadou prací, experimentů i televizním přenosem. Nicméně, hlavním posláním obou bylo vyzkoušet nový druh lodě.

### Odlet domů
Oba kosmonauti nastoupili 9. června 1980 do své lodě, po několika hodinách se od stanice odpojili a zahájili sestupný manévr. Orbitální část lodě se nad Kamčatkou oddělila od zbytku lodě včetně 130 kg odpadu a zanikla v atmosféře až za 92 dní. Oddělila i kabina s kosmonauty a s pomocí padákového systému i motorů přistála téhož dne, tedy 9.6.1970 asi 200 km od Džezkazganu na území Kazachstánu.
Stanice Saljut 6 zůstala na oběžné dráze Země i se svou stálou posádkou.

## Konstrukce Sojuzu
Oproti předchozímu typu Sojuzu byl nový sice vnějšími rozměry i tvarem stejné, ale vnitřek byl změněn. Díky vývoji mikroelektroniky byly instalovány nové typy počítačů i obrazovek, zmodernizovány byl i jejich programy (orientace, stabilizace, manévrovací schopnosti). Byl dodán nový typ lehčích nádrží na pohonné hmoty. Snížení váhy pak umožnilo namontovat třetí křeslo kosmonauta. Byly instalovány také sluneční baterie. Hmotnost lodě byla 6850 kg.
Délka lodě byla 698 cm, průměr 272 cm. Sestavena byla ze tří částí: SA – návratový modul, BO – obytná sekce a PAO – přístrojová sekce.